# Tiszanána
Tiszanana es un pueblo en el condado de Heves, Hungría.

## Etimología
La primera mitad del nombre hace referencia a la proximidad del río Tisza, y Nána era originalmente un nombre de pila antiguo de la zona.

## Historia
El pueblo de Tiszanána fue mencionado por primera vez en una carta del rey Béla IV en 1261, luego como propiedad de la familia Apocz. Se encontraba a orillas del río Tisza hasta el siglo XVIII, amenazado por constantes inundaciones. Diversos pueblos se asentaron a lo largo del río en la prehistoria, durante períodos más o menos largos. Posteriormente, escitas y celtas vivieron aquí durante siglos, después sármatas, yacigios y los hunos de Atila. Cuenta la leyenda que el propio rey gobernó su vasto imperio desde aquí, en la región del Tisza Medio.
Según la tradición, el rey San Ladislao donó Nána al obispado de Eger, que permaneció en su posesión hasta 1804, y posteriormente pasó a ser propiedad del obispado de Szatmár. En el registro de diezmos papales de 1332-1337, aparece como Nána, pero en los libros de contabilidad del obispado de Eger de 1483-1494, aparece como Tyzanana, para distinguirla de otros pueblos similares.
Esta región sufrió enormemente la devastación turca. Tras el asedio del castillo de Eger en 1552, según el censo fiscal de 1554, el asentamiento quedó completamente destruido. Se conocen los nombres de innumerables asentamientos de este período, pero han desaparecido de los mapas. Sin embargo, Náná fue reconstruida por sus habitantes. Apenas diez años después, diez puertas vuelven a alzarse sobre las ruinas.
En el siglo XVIII el conde Károly Eszterházy, obispo de Eger, ordenó su traslado desde la ribera del río a zonas más seguras. El antiguo lugar aún se llama Ó-nána. A finales de siglo, el gobernador del obispo, János Ulrich, mandó demoler un centenar de casas en ruinas. Reorganizó el interior del pueblo trazando nuevas calles y midiendo parcelas de igual tamaño (259 en total). Ordenó que cada siervo, incluso los que tuvieran un cuarto de parcela, construyera dos cómodas habitaciones de ladrillo crudo o cocido, y quienes no pudieran hacerlo se vieron obligados a hacerlo a los que tuvieran un octavo de parcela. Así, el interior del pueblo adquirió una forma más regular.
En 1804, el pueblo pasó a manos del recién creado obispado de Szatmár. En 1787, su población era de 2 054 habitantes. Cuando el Obispado de Szatmár se convirtió en propietario en 1805, no desarrolló la agricultura en la finca, sino que continuó la cría de ganado vacuno y ovino. En la primera mitad del siglo XIX, el sacerdote católico local fundó un pequeño hospital, y la prisión central de la finca Tiszanána se construyó junto a la residencia de los oficiales de la finca.
La iglesia reformada fue construida en 1752. La iglesia católica fue construida en 1788 por el conde Galántai, obispo de Eger, Károly Eszterházy.

## Demografía
A principios de siglo, la población era de 4 755 habitantes, de los cuales 2 822 eran católicos romanos, 1 840 eran reformados y 93 eran católicos griegos, israelitas y agustinos.
Según las estimaciones realizadas en 2024, su población es de 2 252 habitantes.